# Ярославський Володимир Петрович
Володимир Петрович Ярославський (18 вересня 1895, Ржищів — 28 червня 1962, Вінниця) — український отоларинголог, доктор медичних наук (1938), професор.

## Життєпис
Народився в сім'ї службовців. У 1912 р. закінчив із золотою медаллю Житомирську гімназію і вступив на медичний факультет Київського університету. У 1916 р. закінчив університет, працював лікарем в Житомирській губернській земській лікарні.
Учасник Першої світової війни, служив полковим лікарем в царській армії (1916—1917). Під час військових подій на Дону перейшов на бік Червоної армії. Під час Громадянської війни служив молодшим лікарем 1-го радянського полку особливого призначення (1918—1919), головним лікарем лікарні Союзу скалічених воїнів в м. Ростов- на-Дону (1919—1920).
Після закінчення війни протягом 1920—1921 рр. працював лікарем Котельниковської дільничної лікарні Сталінградської (нині Волгоградської) області. У 1921—1925 рр. В. П. Ярославський працював інтерном, асистентом, ординатором ЛОР-клініки Київського інституту удосконалення лікарів. Упродовж наступних 10 років завідував ЛОР-відділенням обласної лікарні м. Сталіно (нині Донецьк).
У 1935 р. був обраний завідувачем кафедри оториноларингології Вінницького державного медичного інституту, якою керував упродовж 27 років. Того самого року заснував у Вінниці добре оснащену ЛОР-клініку.
У 1941 р. був мобілізований до лав Червоної армії. В роки Другої світової війни В. П. Ярославський займав посаду начальника ЛОР-відділення шпиталів і консультанта. Досвід військового часу узагальнив у низці праць, присвячених вогнепальним пораненням ЛОР-органів. На фронтах війни був полковим лікарем, спочатку на Західному, згодом на Північно-Західному, 3-му та 4-му білоруських фронтах. Провів понад 450 хірургічних операцій, врятував сотні життів солдат та командирів Червоної армії. У фронтових шпиталях вміло застосовував результати своїх наукових досліджень, в першу чергу, отриманих при захисті докторської дисертації. В. П. Ярославський закінчив війну у Східній Прусії, був учасником Кенігсбергської операції. Нагороджений орденами Вітчизняної війни ІІ ступеня та Червоної зірки, медалями: «За оборону Москви», «За перемогу над Німеччиною» та «За доблесну працю у Великій Вітчизняній війні 1941—1945 рр.».

Могила Володимира Ярославського, Підлісне (Центральне) кладовище

Після закінчення війни повернувся до Вінниці, де знов очолив кафедру оториноларингології Вінницького державного медичного інституту. Продовжив наукову діяльність, у 1946 р. підготував низку цікавих праць, що стосувалися поранень ЛОР-органів. В них узагальнив свій досвід в ЛОР-хірургії, накопичений у роки війни. Професор В. П. Ярославський керував кафедрою оториноларингології Вінницького медичного інституту до 1962 р., підготував сотні спеціалістів в цій галузі медицини, був автором розділів з оториноларингології двох підручників для вищих медичних навчальних закладів СРСР.
Пішов із життя 28 червня 1962 р. після важкої хвороби у м. Вінниця. Похований на Підлісному (Центральному) кладовищі Вінниці.

## Наукова та лікарська діяльність
Професор В. П. Ярославський вміло поєднував практичну роботу з науково-дослідницькою діяльністю. Був автором понад 60 наукових праць, підготував 3 кандидата медичних наук. В галузі винахідництва В. П. Ярославський запропонував і сконструював оригінальний інструмент для прямої ларингоскопії, описаний у літературі і застосований на практиці.
Велику увагу у своїх роботах він приділяв проблемі склероми. Був один з ініціаторів проведення 1-ї Всесоюзної конференції з питань вивчення склероми в Мінську, яка відбулася в лютому 1936 р. У 1940 р. професор В. П. Ярославський був одним з організаторів першої Української конференції з питань вивчення склероми. Під його керівництвом розроблялися навчальні програми з оториноларингології для студентів, на базі ЛОР-відділення обласної лікарні ім. М. І. Пирогова був організований Український склеромний центр на 40 ліжок.
У 1938 р. В. П. Ярославський захистив докторську дисертацію «Сторонні тіла дихальних шляхів», опублікував десятки наукових праць, присвячених питанням вогнепальних поранень дихальних шляхів (матеріали періоду Другої світової війни). Наукові інтереси В. П. Ярославського стосувались питань діагностики, клініки та лікування сторонніх тіл дихальних шляхів, вогнепальних пошкоджень ЛОР-органів, внутрішньочерепних отогенних ускладнень, пункційних методів лікування абсцесів головного мозку. В. П. Ярославський ще під час Другої світової війни зібрав велику колекцію рентгенограм при пораненнях вуха, носових пазух, гортані.
В. П. Ярославський був організатором і постійним головою Вінницького обласного товариства оториноларингологів, входив в редакційну раду «Журнала ушных, носовых и горловых болезней», був головою проблемної комісії з вивчення склероми, обласним отоларингологом, відповідальним за роботу клінічної ординатури та аспірантури Вінницького державного медичного інституту. Учасник міжнародних, всесоюзних та республіканських симпозіумів та конференцій в галузі хвороб вуха, горла та носа.

## Праці В.П.Ярославського
1. Ярославский В. П. Случай первичного поражения трахеи склеромой / В. П. Ярославский // Русская отоларингология. — 1927. — № 6. — С. 547—554.
2. Ярославский В. П. Об инородных телах дыхательных путей / В. П. Ярославский // Журнал ушных, носовых и горловых болезней. — 1931. — № 7/8. — С. 423—428.
3. Ярославский В. П. Эндотрахеальное лечение бронхиальной астмы / В. П. Ярославский // Советская врачебная газета. — 1935. — № 21. — С. 1675—1677.
4. Ярославский В. П. Диагностика и терапия склеромы / В. П. Ярославский // 1-й Украинский съезд отоларингологов (тезисы докладов). — Харьков, 1938. — С. 56–59.
5. Ярославский В. П. Доклад о диагностике и терапии склеромы на первом Украинском съезде отоларингологов / В. П. Ярославский // Журнал ушных, носовых и горловых болезней. — 1939. — № 3. –  С. 284.
6. Ярославский В. П. Прямая ларингоскопия по Джексону при извлечении инородных тел из глубоких дыхательных путей у детей / В. П. Ярославский // 1-я Всесоюзная конференция по склероме. Сборник трудов. Минск, 1940. — С. 226—229.
7. Ярославський В. П. Матеріали до вивчення функцій активної мезенхіми у хворих на склерому / В. П. Ярославський // Медичний журнал. — 1940. — Вип. 4. — С. 1312—1316.
8. Ярославський В. П. Склерома і конституція / В. П. Ярославський // Медичний журнал. — 1940. — № 4. — С. 1305—1309.
9. Ярославський В. П. Застосування антиретикулярної цитотоксичної сироватки при лікуванні склероми  / В. П. Ярославський // Медичний журнал. — 1940. — Вип. 4. — С. 1323—1328.
10. Ярославский В. П. Об остановке кровотечения из внутренней яремной вены при высоком ранении / В. П. Ярославский // Военно-медицинский журнал. — 1947. — № 7. — С. 9–10.
11. Ярославский В. П. О так называемых закрытых травмах придаточных пазух носа / В. П. Ярославский // Вестник оториноларонгологии. — 1947. — № 2. — С. 44–48.
12. Ярославский В. П. О функции обоняния у больных склеромой / В. П. Ярославский, Е. А. Дейнега // Сборник научных трудов Винницкого государственного медицинского института. — Т. 2. — Винница, 1949. — С. 129—133. 
13. Ярославский В. П. Проблемы патогенеза и патогенетической терапии склеромы / В. П. Ярославский // Труды 2-го съезда отоларингологов УССР. — Киев: Госмедиздат УССР, 1950. — С. 146ؘ–150.
14. Ярославский В. П. О состоянии верхних дыхательных путей и органа слуха у трактористов / В. П. Ярославский, И. А. Рахлин, В. С. Худобец // Вестник оториноларингологии. — 1955. — № 5. — С. 69–71.
15. Ярославский В. П. Истинная холестеатома височной кости / В. П. Ярославский // Вестник оториноларингологии. — 1956. — № 2. — С. 74–75.
16. Ярославский В. П. «Открытый» или «закрытый» метод операции при отогенных абсцессах мозга / В. П. Ярославский // Вестник отоларингологии. — 1958. — № 3. — С. 35–40.
17. Ярославский В. П. Об ампутации надгортанника при раке / В. П. Ярославский // Злокачественные новообразования верхних дыхательных путей. — К.: Медгиз, 1959. — С. 83–86.
18. Ярославский В. П. О диагностике и лечении хронического тонзиллита / В. П. Ярославский // Сборник научных работ Винницкого областного отдела здравоохранения. — Винница, 1961. — С. 429—435.